# Témiscaming
Témiscaming är en stad (kommun av typen ville) och tätort (centre de population) i provinsen Québec i Kanada. Den ligger i regionen Abitibi-Témiscamingue, i den sydöstra delen av landet, 290 km nordväst om huvudstaden Ottawa.